# 東伊豆町消防本部
東伊豆町消防本部（ひがしいずちょうしょうぼうほんぶ）は、静岡県賀茂郡東伊豆町に存在した消防部局（消防本部）。管轄区域は東伊豆町全域。2016年4月に消防広域化に伴って駿東伊豆消防本部へ統合された。

## 概要
- 消防本部： 賀茂郡東伊豆町稲取17番地の10
- 管内面積：77.83km2
- 職員数：36人
- 消防署1カ所

### 主力機械
2015年4月1日現在
- 消防ポンプ自動車：1
- 水槽付消防ポンプ自動車：1
- はしご付消防ポンプ自動車：1
- 救助工作車：1
- 救急自動車：2
- 指揮広報車：1
- その他：2

## 沿革
- 1982年4月 消防本部を旧役場庁舎内に設置し発足する。
- 1983年
  - 2月　消防庁舎が新築落成する。
  - 4月　消防署の業務開始に伴い、救急業務が始まる。
- 2016年4月　消防広域化に伴って駿東伊豆消防本部へ統合された。

## 組織
- 本部 - 庶務係、警防係、予防係、通信指令係
- 消防署 - 第1係、第2係

## 消防署
| 消防署         | 住所                         |
| -------------- | ---------------------------- |
| 東伊豆町消防署 | 賀茂郡東伊豆町稲取17番地の10 |